# Szopa (województwo pomorskie)
Szopa (dodatkowa nazwa w j. kaszub. Szopa) – wieś kaszubska w Polsce, położona w województwie pomorskim, w powiecie kartuskim, w gminie Sierakowice, na Pojezierzu Kaszubskim i na obszarze Kaszubskiego Parku Krajobrazowego położona. Wieś jest częścią składową sołectwa Bącka Huta. Na wschód od wsi znajduje się rezerwat przyrody Staniszewskie Błoto.
W latach 1975–1998 miejscowość administracyjnie należała do województwa gdańskiego.

## Integralne części wsi
Przed 2023 r. częściami wsi Szopa były Bór i Łączki, od 1 stycznia 2023 wsie.

## Z kart historii
Od końca I wojny światowej wieś ponownie znajdowała się w granicach Polski (powiat kartuski). Do 1918 roku obowiązującą nazwą niemieckiej administracji dla Szopy była niem. Schoppa. Podczas okupacji niemieckiej w 1942 r. nazwa Schoppa została przez nazistowskich propagandystów niemieckich (w ramach szerokiej akcji odkaszubiania i odpolszczania nazw niemieckiego lebensraumu) zweryfikowana jako zbyt kaszubska i przemianowana na nowo wymyśloną i bardziej niemiecką – Schöppen.
W szkole w Szopie dzieci uczą się m.in. języka kaszubskiego.